# Chełmiec (Nowy Sącz)
Chełmiec – część miasta Nowy Sącz, położona na północnym zachodzie miasta, na lewym brzegu Dunajca.
Do 1977 roku była to wschodnia część wsi Chełmiec w gminie Chełmiec, włączona do Nowego Sącza (301 ha). Granica między Chełmcem (gminnym) a Chełmcem (nowosądeckim) jest arbitralna, niezauważalna w terenie. Budynek gminy Chełmiec leży przy samej granicy z nowosądeckim Chełmcem.